# Nisikhola
Nisikhola (en népalais : निसीखोला) est une municipalité rurale du Népal située dans le district de Baglung. Au recensement de 2011, elle comptait 20 611 habitants.
Elle regroupe les anciens comités de développement villageois de Bhimgithe, Khunga, Taman, Hile et d'une partie de Bowang.